# Alexandre José Oliveira
Alexandre José de Oliveira Albuquerque, meglio noto come Alexandre (Recife, 26 maggio 1977), è un ex calciatore brasiliano, di ruolo centrocampista.

## Carriera
Ha giocato gran parte della sua carriera tra la Segunda División e la Segunda División B.